# Hemilepistus schirasi
Hemilepistus schirasi là một loài chân đều trong họ Trachelipodidae. Loài này được Lincoln miêu tả khoa học năm 1970.